# Tillandsia pseudobaileyi
Tillandsia pseudobaileyi là một loài thuộc chi Tillandsia. Đây là loài bản địa của México.

## Phân loài
- Tillandsia pseudobaileyi subsp. yucatanensis, I. Ramírez, Carnevali & Olmsted

## Giống
- Tillandsia 'Gorgon'
- Tillandsia 'Long John'
- Tillandsia 'Mark Goddard'
- Tillandsia 'Pink Chiffon'